# 2013 SP102
2013 SP102 est un objet transneptunien (OTN) ayant une magnitude absolue de 6,10 en résonance orbitale 2:3 avec Neptune, il s'agit d'un plutino.